# 武汉大学校史争议
武汉大学校史争议，是指武汉大学在1990年代初期通过行政决策，将其建校起点由原先公认的1913年国立武昌高等师范学校前推至1893年的自强学堂，并于1993年隆重举办“百年校庆”。这一举动被部分学者和舆论批评为“篡改校史”“校史造假”。
武汉大学对校史的调整导致其在1983年举办了建校70周年校庆，而十年后的1993年又举办了建校百年校庆。

## 修改经过
在1990年代以前，武汉大学官方和社会各界普遍承认其建校时间为1913年国立武昌高等师范学校成立之年。1983年，武汉大学举行“建校70周年校庆”，相关文献和校史记载均以1913年为起点。  
进入1980年代末，校内外部分学者和管理层提出应将办学历史追溯至1893年的自强学堂。与天津大学（1895年）、北京大学（1898年）建校时间相比，武汉大学的1913年建校时间显得“年轻”，在高校竞争加剧的背景下，“百年老校”更有利于形象与资源。 
1991年，武汉大学成立“校史研究工作组”，提出“以自强学堂为前身”的方案。研究组主张“地点、校舍、师资延续”，但在人事与制度传承方面证据不足；部分教师提出质疑，但未被校方采纳。
1991年4月2日至4日，武汉大学校友总会在全国范围内（来自20个地区的校友会负责人）组织召开了一次“武汉大学部分地区校友会负责人座谈会”，主题围绕讨论80周年校庆活动展开。会议上，秘书长张清明在《武汉大学校友总会工作报告》中指出：“1993年是母校建校80周年……母校自1913年建立‘国立武昌高等师范学校’以来，迄今已走过近80年历程”。
1992年，武汉大学党委常委会和校务会议通过决议，正式将建校年份追溯至1893年，原定于举办的80周年校庆，直接改为百年校庆。  

## 各方评论
多名学者指出此举缺乏史料支持，是“行政推动的历史倒退”。批评者认为，武汉大学在1983年还以1913年为起点，十年后却突然延长20年，带有明显功利色彩。深圳大学教授李均公开撰文，称此举“准备仓促、证据不足、论证错漏百出”，是典型的“校史造假”。媒体将武汉大学视为“高校篡改校史”的典型案例，引发对全国类似现象的反思。

### 支持者观点
支持者认为武汉大学与自强学堂具有历史连续性，主要依据如下：
刘经南指出，地点、校舍、设备、档案和图书资料的继承，以及少量师资的延续，特别是分科办学理念和方式的继承，加起来体现了一脉相承。武汉大学官方回应称，有大量史实依据支持延至1893年的校史起算。

### 反对者观点
反对者认为，武汉大学与自强学堂唯一的联系是武汉大学前身国立武昌高等师范学校在1913年创办时曾使用自强学堂（1902年改名为方言学堂，1911年停办）的校舍。
武汉大学大学前校长刘道玉、武汉大学教师吴骁、北师大教育学部教育史教授孙邦华、华中师范大学社会学院教授梅志罡等人均认为，武大校史存在“注水”的问题。
潘懋元教授和刘海峰教授在《关于武汉大学校史渊源的论证意见》中认为：“只要第一手资料中或武昌高师15年间的其它资料中，有提到与此前的湖北方言学堂有继承关系，武汉大学校史起算时间上延至1893年的论证便可以成立。”